# جزایر پیت‌کرن
جزایر پیت‌کرن نام گروهی تشکیل شده از ۴ جزیره آتشفشانی در جنوب اقیانوس آرام است. این چهارجزیره عبارت‌اند از پیت‌کرن، هندرسون، دوسی و اونو. این جزایر آخرین سرزمین فرادریایی بریتانیا در اقیانوس آرام را تشکیل می‌دهند. جمعیت این جزایر تنها ۶۴ نفر است که از چهار خانواده اصلی تشکیل شده‌اند.
رابرت پیت‌کرن، نخستین ملوانی بود که در سال ۱۷۶۷ از روی عرشه کشتی این جزایر را دید. وی از خدمه ناخدا فیلیپ کارترت بود و کارترت به افتخار او این جزیره را نام‌گذاری کرد.

## نگارخانه

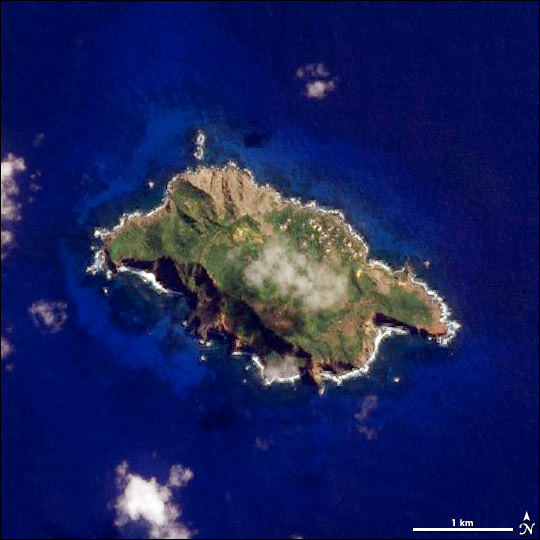
تصویر ماهواره ای از جزیره پیت‌کرن
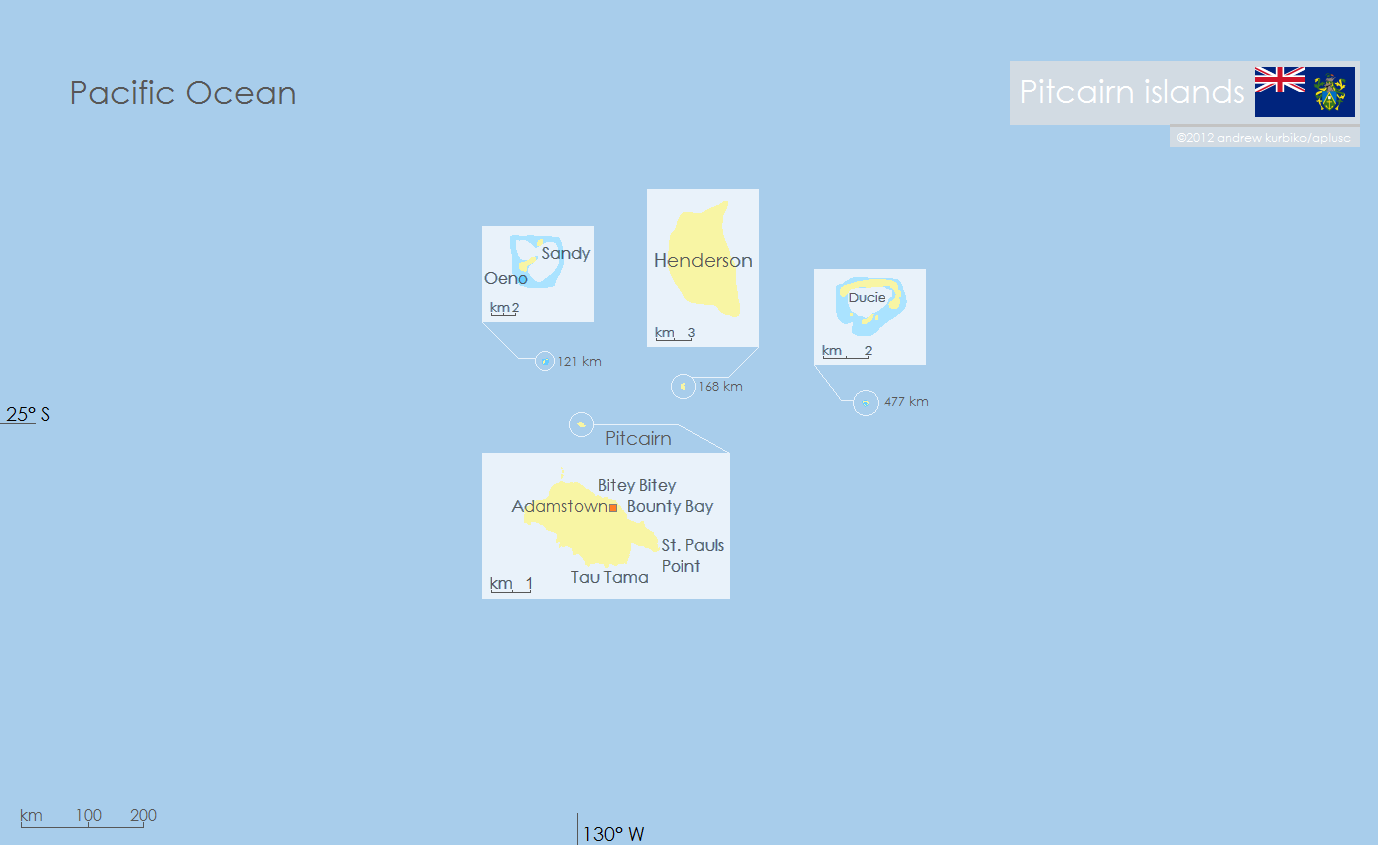
نقشه جزایر پیت‌کرن
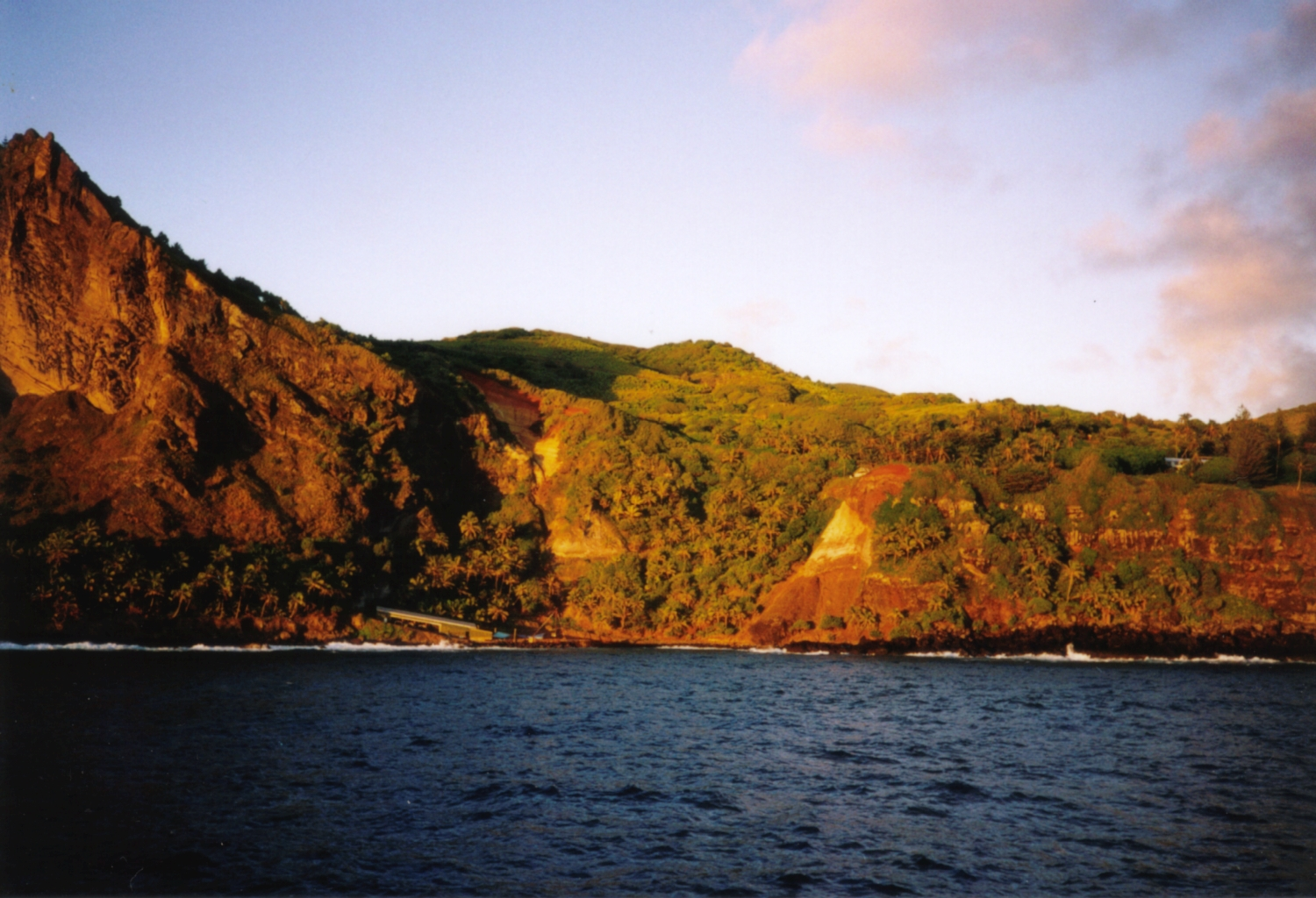
منظره ای از خلیج بونتی
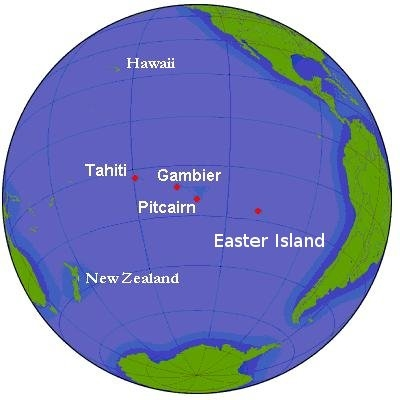
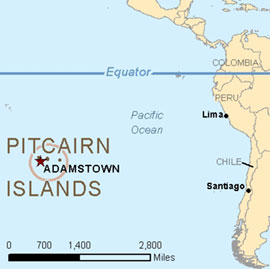